# 三寮灣王船祭典
三寮灣王船祭典是指臺灣臺南市北門區三寮灣地區，庄頭內幾個廟宇的王船相關的祭典活動，其中最主要為庄頭內的角頭廟東隆宮，另還有庄內頂頭角林姓的三安宮和庄南的東南城隍宮，也都各自有屬於該廟的王船祭典活動，惟三安宮和城隍宮的規模較為小。     

## 王船信仰的形成
王船相關的各項文化在臺灣已有數百年歷史，之所以會形成這些的文化，與來臺墾荒或者謀生的先民們有著莫大的牽連。臺灣與大陸之間隔著一條既險又寬廣的黑水溝（即臺灣海峽），也因隔離的是一望無際的海洋，因而在當時「船」理所當然成為唯一的交通工具，那怕是高官要員或者是商旅過客亦或者是販夫走卒，都只能藉由船隻將人們送往彼岸。然而當平安踏上了土地之後，旋即又得面臨著另一個挑戰，數百年前當時的臺灣雖有一小部分住民，惟整體上仍然還是一個充滿荊棘荒煙蔓草叢生的島嶼，不但處處充滿癘氣還時不時流行瘟疫。
為求得路程中或者登陸後未來一切生活工作的平安，幾乎在船上都會恭奉一些神祇，其中多以海神媽祖較為居多，然而其中也有一些會供奉不同的神祈，其中的各路王爺或者千歲爺便是甚至家鄉的神祇，如是神祇在先民們安頓與生活穩定之後，便逐漸在沿海地區發展形成了各自的信仰圈，也因此早期有「北城隍、中媽祖、南王爺」一說。
三寮灣的幾個燒王船祭典活動，以角頭廟東隆宮較為盛大。三寮灣東隆宮信仰的起源是明朝永曆19年（1665年），來臺的先民們為祈願航海路程與開墾平安，因而奉請故鄉的神祈「李府千歲」隨著船隻予以保護，而當平安落腳後先是蓋草寮並將神像安頓，直到日治時期才開始正式興建廟宇奉祀而建廟初名為慈安宮。然而，民國三十四年初（1945年），遠在屏東東港東隆宮溫府的千歲爺，因奉旨欲駐駕慈安宮與李府千歲共同為民濟世，在經雙方廟方相互認同後，從此李、溫二府的千歲爺，便在慈安宮相輔相成分別南巡北狩。其後於同年慈安宮欲拆除舊有廟體進行重建，因為了答謝東港東隆宮溫府千歲多方協助，故而將廟名「慈安宮」更易為「東隆宮」，也成為全臺第二開基東隆宮。也因與東港東隆宮結緣之後，在一些宗教科儀方面，隨之承襲了東隆宮一些的宗教傳統習俗，其中最富特色的便是每三年舉辦王醮。
此外，三寮灣除了東隆宮3年一科的王船祭典外，庄內中的頂頭角林姓三安宮以及在庄南的東南城隍宮兩廟，也都各自有他們所屬廟宇的王船祭典活動。三安宮為每年農曆6月12日林府三相聖誕時，會在東南城隍宮的水畔也燒紙船進行驅瘟儀式，為傳說中的「戲班沉船」添糧草。而城隍宮則是在每年農曆9月26日舉行，但祭典儀式僅是遷動添載了祭典所需物品的王船，在水邊焚燒紙錢，祭典儀式結束之後再遷王船回廟奉祀，並未將王船進行送王（即燒王船）儀式。然而兩間廟皆宣稱都是為傳說中的「戲班」三寮灣東隆宮3年一科的王船祭典，係濱海地區最定制化者。

## 代天巡狩習俗
雖說都是以「代天巡狩」之名巡視地方，然而其中的內涵各宮廟之間還是有所差異，而王船文化也並非完全是「神」為主角，有些王船是由神坐鎮壓解地方上的孤魂野鬼，但是也有些壓解的卻是–瘟疫，而這從早期台灣的生活環境有很大的相關性，而這可由船（王船）上的坐鎮神靈一窺究竟。
據一般說法早期王船大多是由中國大陸「送瘟」的儀式，因船是以遊「地河」方式進行送瘟，而由於瘟船一靠岸，當地居民深怕受到瘟神的肆虐，遂又隆重地舉行一些宗教科儀將其送走，之後因唯恐相似的船隻不斷地靠岸，如此將會有做不完的科儀法事，後來逐漸地大家幾乎有默契地都以遊「天河」的方式來進行，如此亦得以防止禍及他人的事情發生，此外，也由一開始的送瘟儀式，慢慢地演變成「代天巡狩」的宗教科儀活動，而船上坐鎮的神靈，也由「瘟王」演進成各個神祇，這個演變較為人知的便是南鯤鯓的五府千歲。

## 交陪與承襲
三寮灣王船祭典雖不是非常盛大的宗教活動，然而對於三寮灣當地居民而言，卻是一個庄頭上最重要的祭典，尤其是此廟已有著三百多年的歷史，加上與屏東東港東隆宮交陪後，更衍生出許多的宗教儀式與活動，目前王船祭典也是一個相當著名的宗教盛事。

## 祭典與文化特色
從祭典儀式上，三寮灣東隆宮的王船王醮科儀是源自東港東隆宮，因此一些宗教科儀和祭典活動，皆多為承襲東港的科儀與程序，只不過在普渡和送王兩儀式，三寮灣東隆宮是會在同一時間與地點舉行。此外，王船上坐鎮的神祈也非東港的溫王36位摯友，而是溫王爺本尊，所以每當舉行王船祭典之前，三寮灣都會先到東港的東隆宮恭請溫王爺到北門來看戲，而這個習俗起因為東港東隆宮的溫王爺愛看戲之故。
另外，廟方與地方信眾們為了感念溫府千歲的神蹟庇蔭，在民國67年（1978年）廟宇改建時更是鑄造了一艘「永祀溫王船」放置於廟中供所有信徒來參拜。這艘王船是由銅所鑄成，也是全國唯一的銅材王船，祂的形體為泉州式古帆船，而在船上也有著木雕船舍、水手以及馬匹，其他的人物有的人在調整風帆，有的在餵食馬匹，另外也有的人手執令牌，船上每一個人物都表現出在船上各司其職地工作，從整體上觀察祂儼然像是在做帶天巡狩出航的準備。
而三寮灣東隆宮為了弘揚在地的王爺信仰，並期許能提昇王爺信仰的特有文化，便於於東隆宮的東隆文化中心3樓設置王爺信仰文物館，館中以王爺信仰及刈香醮典為主要特色，文化中心不僅是三寮灣的地區文物館，更是全國僅有的王爺信仰文物館，館舍佔地220坪總共分為7大主題：中國與臺灣的代天巡狩王爺、三寮灣東隆宮的王爺信仰、王爺遶境與陣頭表演、請王與安座、王醮醮典、祀宴王爺與王船信仰。

## 圖集

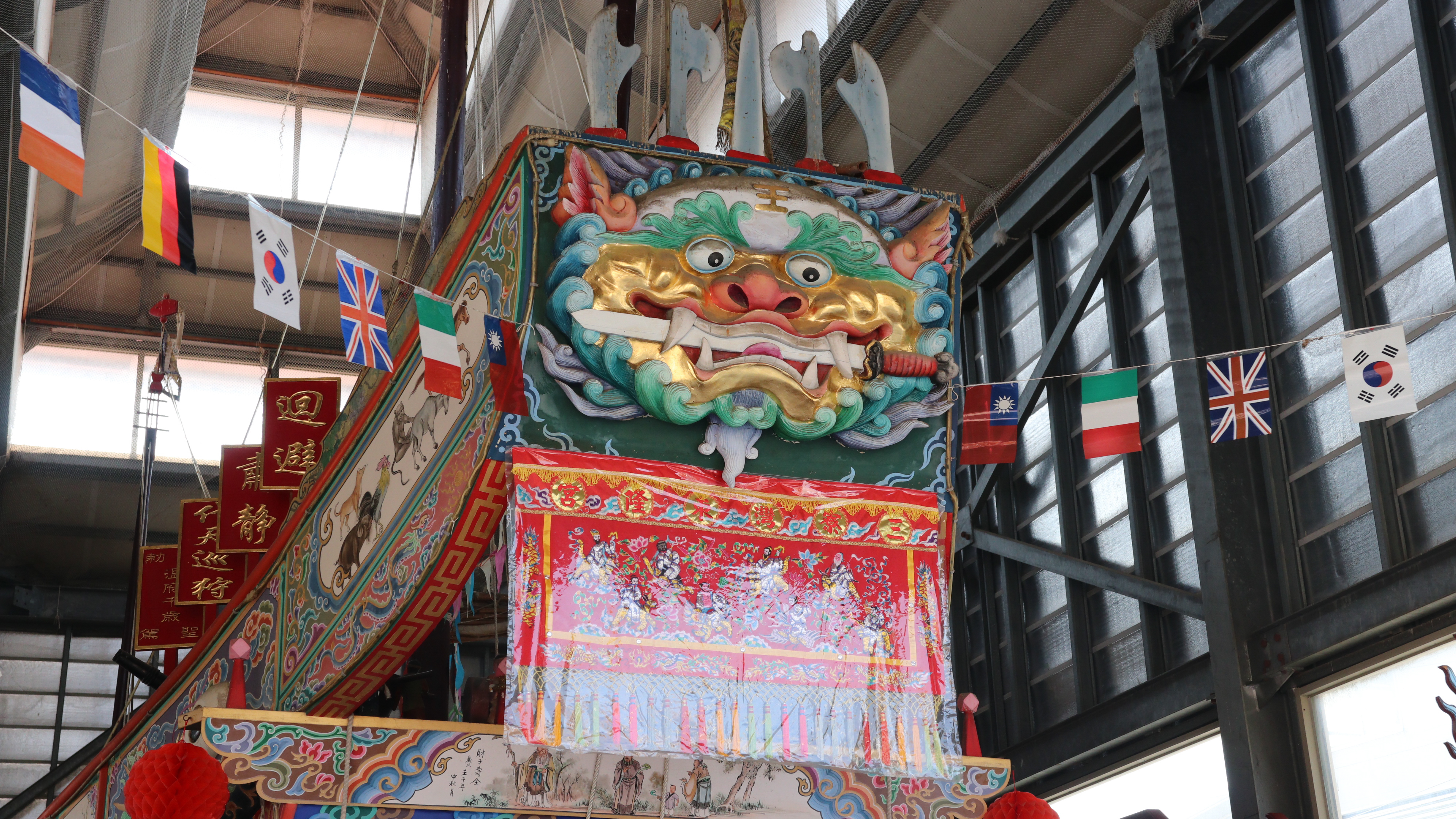
北門三寮灣東隆宮的王船
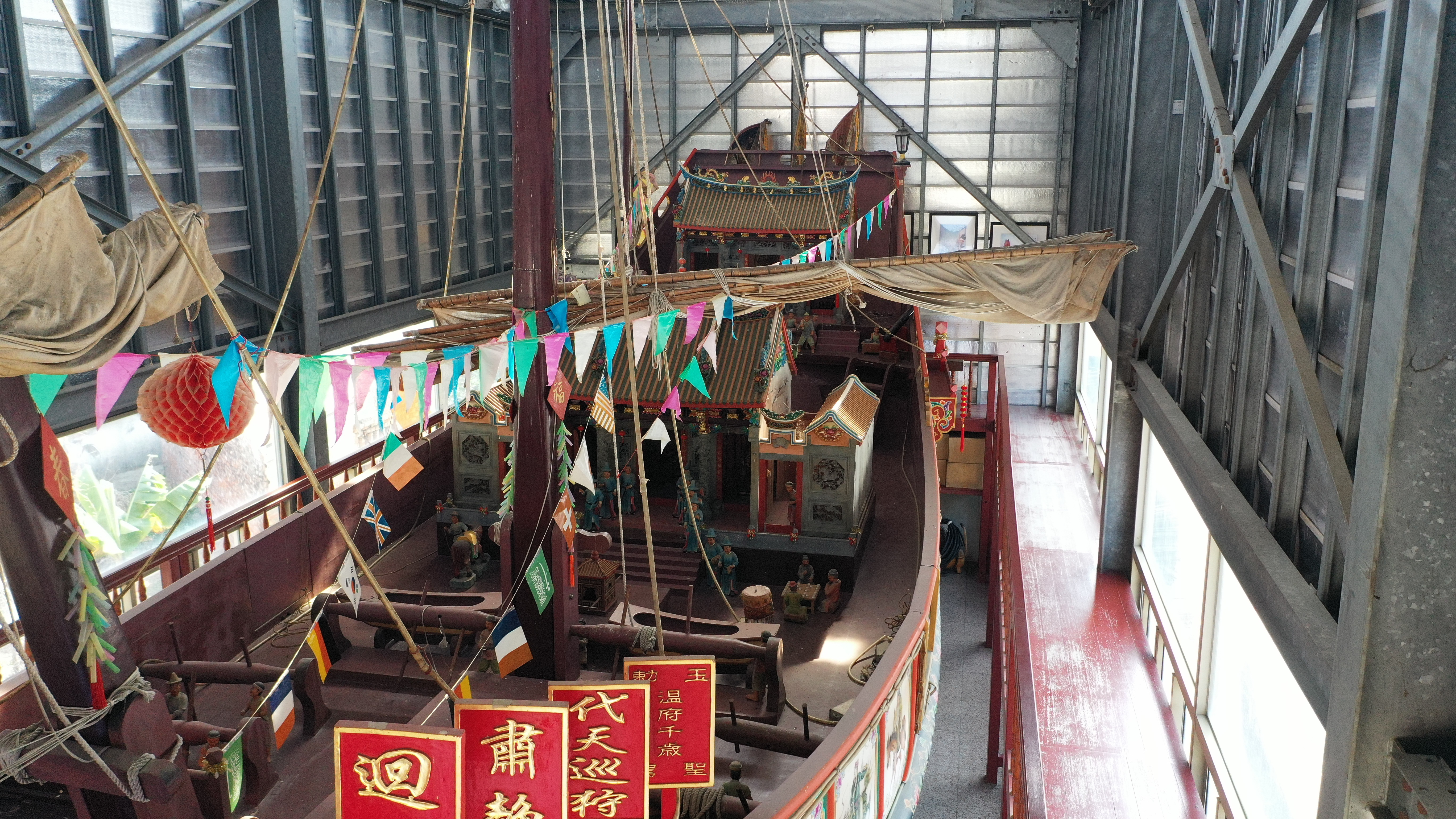
北門三寮灣東隆宮-王船鳥瞰
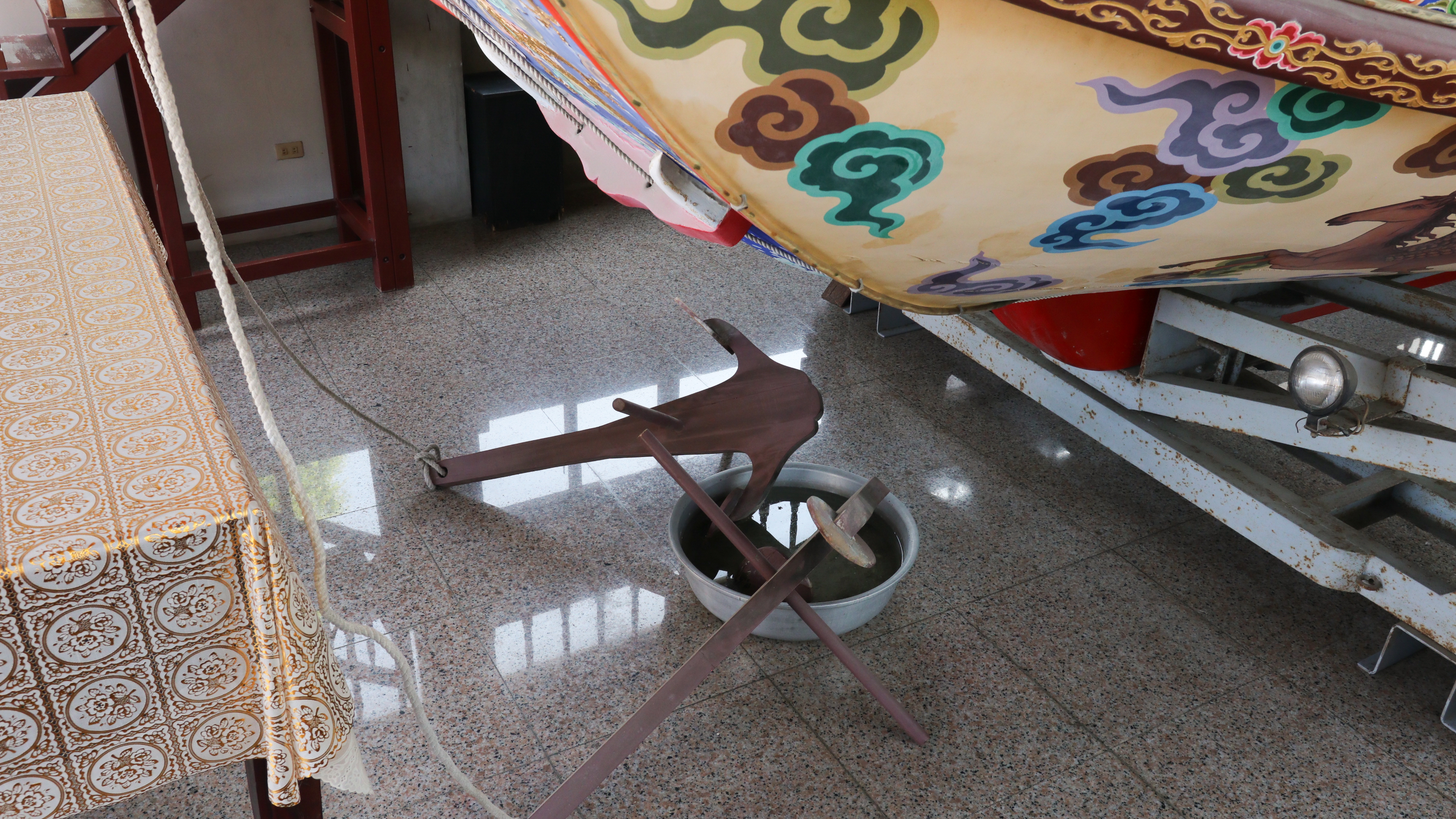
北門三寮灣東隆宮-王船船錨